# مانوئل بورخا
مانوئل بورخا (اسپانیایی: Manuel Borja‎؛ زادهٔ ۲۹ اوت ۱۹۴۹) بازیکن فوتبال اهل مکزیک بود.
وی همچنین در تیم ملی فوتبال مکزیک بازی کرده‌است.